# Ульяновка (Ардатовский район)
Ульяновка — деревня в Ардатовском районе Мордовии. Входит в состав Силинского сельского поселения.

## История
В «Списке населённых мест Симбирской губернии» (1863 г.) Ульяновка значится деревней владельческой из 10 дворов Ардатовского уезда.

## Население
| 2002 | 2010 |
| ---- | ---- |
| 39   | ↘20  |